# Roiatîn, Sokal
Roiatîn (în ucraineană Роятин) este un sat în comuna Steneatîn din raionul Sokal, regiunea Liov, Ucraina.

## Demografie
Componența lingvistică a localității Roiatîn
     Ucraineană (100%)
Conform recensământului din 2001, toată populația localității Roiatîn era vorbitoare de ucraineană (100%).